# Skive Roklub
Skive Roklub er en roklub beliggende i Skive. Roklubben har lokaler ved Skive lystbådhavn. Den daglig roning forgår på Skive Fjord og Karup Å
I Skive Roklub dyrkes både traditionel roning og kajakroning.
Skive Roklub er medlem af Dansk Forening for Rosport (DFfR), Dansk kano- og kajakforbund (DKF) og Skive Idræts-Forbund

## Historie
Skive Roklub blev grundlagt i 1926. I 1969 sammenlægges de to roklubber i Skive, Skive Roklub og Skive Dameroklub, til Skive Roklub.
I 1995 startede Skive Roklub med kajakroning, som den første klub i det daværende Viborg Amt.